# Tituly a vyznamenání Leonida Iljiče Brežněva

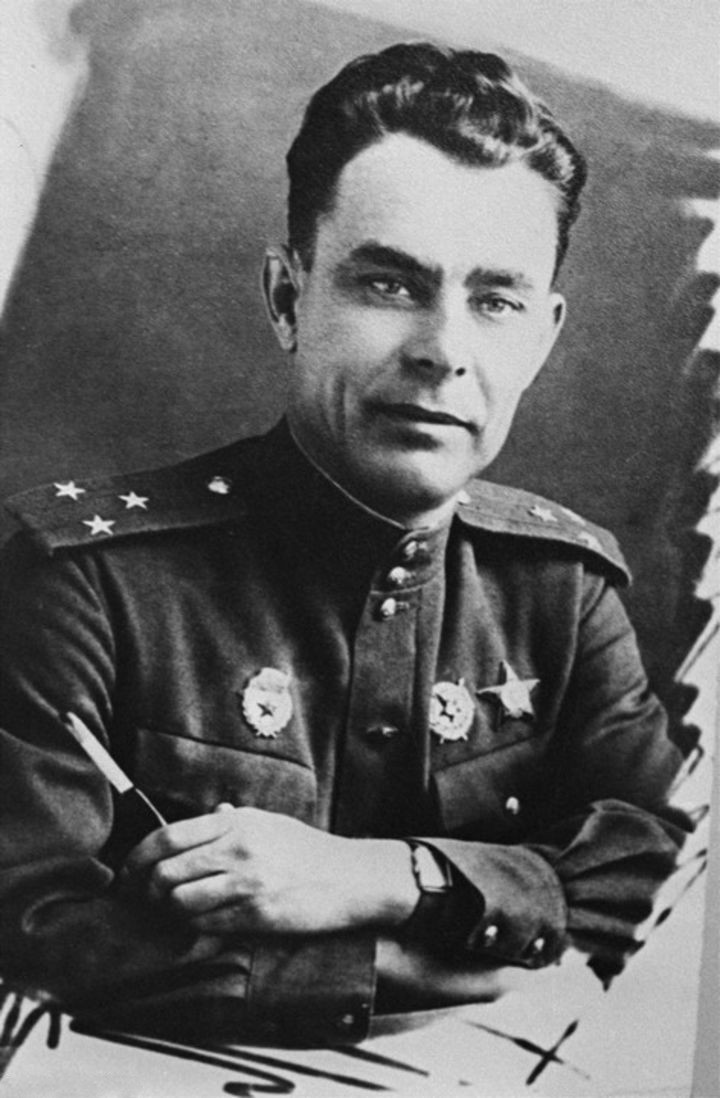
Leonid Iljič Brežněv v uniformě plukovníka za druhé světové války.

Leonid Iljič Brežněv během svého života obdržel přes 100 řádů, medailí a dalších ocenění.

## Vojenské hodnosti
- - plukovní komisař v záloze – 16. září 1941
- - brigádní komisař – 26. prosince 1941
- - plukovník – 15. prosince 1942 (poté, co političtí komisaři získali běžné důstojnické hodnosti)
- - generálmajor – 2. listopadu 1944
- - generálporučík – 4. srpna 1953
- - armádní generál – 21. března 1974 (do této hodnosti povýšen přímo z hodnosti generálporučíka, byla tak vynechána hodnost generálplukovníka)
- - maršál Sovětského svazu – 7. května 1976

## Vyznamenání

### Sovětská vyznamenání

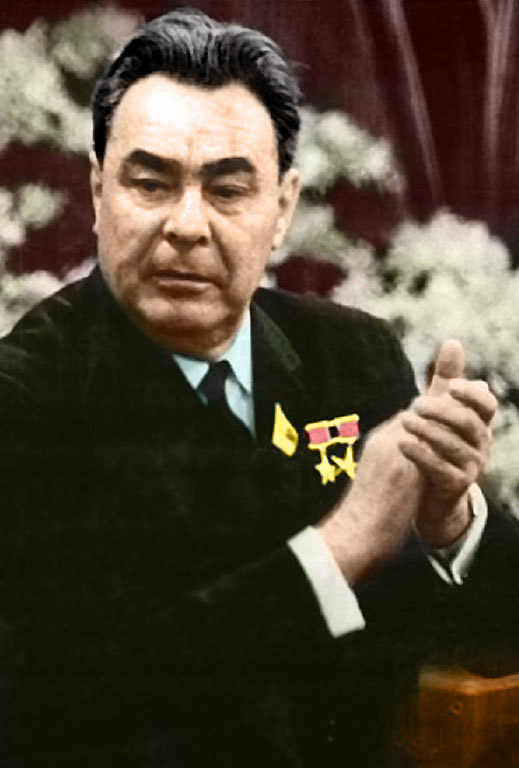
Leonid Iljič Brežněv s nejvyšším vyznamenáním Sovětského svazu připnutém na hrudi.

Leonid Iljič Brežněv obdržel následující sovětská vyznamenání:

#### Čestné tituly
- Hrdina socialistické práce (č. 9995) – 17. června 1961 – za vynikající služby v rozvoji raketových technologií a zajištění úspěšného letu sovětského občana do vesmíru
- Hrdina Sovětského svazu – 18. prosince 1966 (č. 11230), 18. prosince 1976 (č. 97/II), 19. prosince 1978 (č. 5/III) a 18. prosince 1981 (č. 2/IV)[4]

#### Řády
- Řád vítězství (č. 20) – udělen 20. února 1978, odebrán 21. září 1989 (nikdy na něj neměl formálně nárok, protože byl určen pro nejvyšší velitele druhé světové války)
- Leninův řád – 2. prosince 1947 (č. 66231, za úspěšné splnění vládního úkolu obnovit první etapu Záporožského hutního závodu), 18. prosince 1956 (č. 281153, v souvislosti s 50. výročím a oslavou jeho služeb komunistické straně a Sovětskému svazu),[5] 17. června 1961 (č. 344996, k titulu Hrdina socialistické práce), 18. prosince 1966 (č. 383346, k titulu Hrdina Sovětského svazu), 2. prosince 1971 (č. 401096, za realizaci pětiletého plánu 1966–1970), 18. prosince 1976 (č. 425869, k titulu Hrdina Sovětského svazu), 19. prosince 1978 (č. 432408, k titulu Hrdina Sovětského svazu) a 18. prosince 1981 (č. 458500, k titulu Hrdina Sovětského svazu)
- Řád Říjnové revoluce – 14. března 1979 (č. 58256) a 18. prosince 1980 (č. 87064, za skvělé služby KSSS a Sovětskému svazu)
- Řád rudého praporu – 27. března 1942 (č. 23636)[6] a 28. května 1944 (č. 8148)[7]
- Řád Bohdana Chmelnického II. třídy (č. 1182) – 3. listopadu 1944[8]
- Řád vlastenecké války I. třídy (č. 11025) – 18. září 1943[9]
- Řád rudé hvězdy (č. 102567) – 16. března 1943[10]

#### Medaile
- Pamětní medaile 100. výročí narození Vladimira Iljiče Lenina – 15. dubna 1970
- Medaile Za obranu Oděsy – 1942
- Medaile Za obranu Kavkazu – 1944
- Medaile za vítězství nad Německem ve Velké vlastenecké válce 1941–1945 – 1945
- Jubilejní medaile 20. výročí vítězství ve Velké vlastenecké válce 1941–1945 – 1965
- Jubilejní medaile 30. výročí vítězství ve Velké vlastenecké válce 1941–1945 – 1975
- Medaile Za osvobození Varšavy – 1945
- Medaile Za dobytí Vídně – 1945
- Medaile Za udatnou práci za Velké vlastenecké války 1941–1945 – 1945
- Medaile Za upevňování bojového přátelství – 2. června 1980
- Medaile Za obnovu závodů železářského průmyslu jihu – 1945
- Medaile Za rozvoj celiny – 29. dubna 1957
- Medaile 40. výročí Ozbrojených sil SSSR – 1957
- Medaile 50. výročí Ozbrojených sil SSSR – 1967
- Medaile 60. výročí Ozbrojených sil SSSR – 1978
- Pamětní medaile 250. výročí Leningradu – 1957
- Pamětní medaile 1500. výročí Kyjeva – 1982

#### Ostatní
- Leninova cena – 20. dubna 1979
- Vojenská insignie Maršálská hvězda – 1. listopadu 1974
- Medaile Za aktivní účast na rozvoji města Kišiněv[11]
- Čestná zbraň se zlatým vyobrazením státního znaku SSSR – 18. prosince 1976
- Odznak 50 let v KSSS – 1981
- Zlatá medaile Karla Marxe – Akademie věd SSSR, 1977

### Zahraniční vyznamenání
Leonid Iljič Brežněv obdržel následující zahraniční vyznamenání:
- Afghánistán
  -  Řád slunce svobody – 1981
- Argentina
  -  velkokříž Květnového řádu – 1974
- Bulharsko
  - Hrdina Bulharské lidové republiky – 1973, 1976 a 1981
  -  Řád Georgiho Dimitrova – 1973, 1976 a 1981
  -  Medaile 100. výročí osvobození Bulharska z osmanského područí – 1978
  -  Medaile 30. výročí socialistické revoluce v Bulharsku – 1974
  -  Medaile 90. výročí narození Georgiho Dimitrova – 1972
  -  Pamětní medaile 100. výročí narození Georgiho Dimitrova –1982
- Československo
  -  Hrdina Československé socialistické republiky – 5. května 1970, 26. října 1976 a 16. prosince 1981[4][12]
  -  Řád Klementa Gottwalda – 29. října 1976, 2. června 1978 a 16. prosince 1981[4][13]
  -  Řád Bílého lva za vítězství I. třídy – 1946
  -  Řád Bílého lva I. třídy s řetězem, civilní skupina – 16. února 1973[4][14]
  -  Československý válečný kříž 1939 – 1945 a 1947
  -  Československá medaile za chrabrost před nepřítelem – 1945 a 1947
  -  Medaile za upevňování přátelství ve zbrani – 1980
- Etiopie
  -  Řád velké hvězdy cti socialistické Etiopie – 1980
- Finsko
  -  velkokříž s řetězem Řádu bílé růže – 16. prosince 1976[15]
- Guinea
  -  velkokříž Národního řádu za zásluhy – 1961
- Indonésie
  -  Řád hvězdy Indonéské republiky I. třídy – 1961 a 1976
- Jižní Jemen
  -  Medaile 14. října – 14. října 1982
- Jugoslávie
  -  velkohvězda Řádu jugoslávské hvězdy – 1962
  -  Řád svobody – 1976[16]
- Kuba
  -  Hrdina Kuby – 15. prosince 1981[17][18]
  -  Řád José Martího – 29. ledna 1974[19]
  -  Řád Carlose Manuela de Céspedes – 15. prosince 1981[17]
  -  Řád Playa Girón – 1976[20]
  -  Pamětní medaile 20. výročí Revolučních ozbrojených sil – 1976
- Laos
  -  Zlatá národní medaile – 1982
  - Hrdina Laosu – 15. prosince 1981
- Maďarská lidová republika
  -  Řád praporu Maďarské lidové republiky – 1976 a 1981
- Mongolsko
  -  Hrdina práce Mongolské lidové republiky – 1981
  -  Hrdina Mongolské lidové republiky – 1976
  -  Süchbátarův řád – 1966, 1971, 1976 a 1981
  -  Medaile 50. výročí Mongolské lidové armády – 1971
  -  Medaile 50. výročí Mongolské lidové revoluce – 1971
  -  Medaile 30. výročí vítězství nad militaristickým Japonskem – 1975
- Peru
  -  velkokříž Řádu peruánského slunce – 1978
- Polsko
  -  velkokříž Řádu Virtuti Militari – udělen 21. července 1974[21], odebrán 10. července 1990[22]
  -  velkokříž Řádu znovuzrozeného Polska – 1976
  -  velkokříž Řádu za zásluhy Polské lidové republiky – 1981
  -  Řád grunwaldského kříže II. třídy – 1946[23]
  -  Medaile Za Odru, Nisu a Baltské moře – 1946
  -  Medaile Vítězství a svobody 1945 – 1946
- Rumunsko
  -  Řád hvězdy Rumunské socialistické republiky I. třídy – 1976
  -  Řád vítězství socialismu – 1981
- Severní Korea
  -  Řád národního praporu I. třídy – 1976[24]
- Vietnam
  -  Hrdina práce – 1982
  -  Řád zlaté hvězdy – 1980
  -  Řád Ho Či Mina – 1982
- Východní Německo
  -  Hrdina Německé demokratické republiky – 13. prosince 1976, 18. prosince 1979 a 18. prosince 1981
  -  Řád Karla Marxe – 1974, 18. prosince 1979 a 18. prosince 1981
  -  Řád hvězdy přátelství národů I. třídy – 13. prosince 1976

## Čestná občanství
- čestný občan Dnipra, udělen 21. srpna 1979, zbaven titulu 20. prosince 2023
- čestný občan Tbilisi, udělen 21. května 1981
- čestný občan Kyjeva, udělen 26. dubna 1982, zrušenou radou města Kyjeva 25. května 2023
- čestný občan Baku, udělen 24. září 1982